# フランク・バニャック
マッキー・フランク・バニャック・ムエニ（Macky Franck Bagnack Mouegni, 1995年6月7日 - ）は、カメルーン・ヤウンデ出身のサッカー選手。FCカイラトに所属する。ポジションはディフェンダー。

## 経歴
2008年、ジャン・マリー・ドングーらと共に、サミュエル・エトオ財団を通して13歳でFCバルセロナに入団。
フベニルAに在籍していた2012年9月、CDグアダラハラ戦でFCバルセロナBデビューを果たし、シーズン終了後に正式にFCバルセロナBへの昇格が決まった。プレシーズンでは、当時新監督であったヘラルド・マルティーノに認められ、ドンゴウと共にプレシーズン最後の試合までトップチームに帯同した。
2016年1月12日にバルセロナを退団し、同月30日にリーグ・アンのFCナントと契約を結んだ。
2016年8月31日、レアル・サラゴサに1年契約で移籍した。
2017年8月、FCアドミラ・ヴァッカー・メードリングに移籍した。
2018年、オリンピア・リュブリャナに移籍した。
2020年7月27日、パルチザン・ベオグラードに2年契約で移籍した。
2021年7月、FCカイラトに移籍した。

## 個人成績

### クラブでの成績
2015年1月4日現在 
| シー ズン    | クラブ         | ディビ シオン | 番号         | リーガ | リーガ | 国王杯 | 国王杯 | UEFA CL | UEFA CL | 国内スー ペル杯 | 国内スー ペル杯 | UEFAスー パー杯 | UEFAスー パー杯 | FIFA CWC | FIFA CWC | シーズン 通算 | シーズン 通算 |
| シー ズン    | クラブ         | ディビ シオン | 番号         | 出場   | 得点   | 出場   | 得点   | 出場    | 得点    | 出場            | 得点            | 出場            | 得点            | 出場     | 得点     | 出場          | 得点          |
| ------------ | -------------- | ------------- | ------------ | ------ | ------ | ------ | ------ | ------- | ------- | --------------- | --------------- | --------------- | --------------- | -------- | -------- | ------------- | ------------- |
| 2012-13      | FCバル セロナB | セグンダ      |              | 1      | 0      | -      | -      | -       | -       | -               | -               | -               | -               | -        | -        | 1             | 0             |
| 2013-14      | FCバル セロナB | セグンダ      |              | 24     | 1      | -      | -      | -       | -       | -               | -               | -               | -               | -        | -        | 24            | 1             |
| 2014-15      | FCバル セロナB | セグンダ      |              | 13     | 0      | -      | -      | -       | -       | -               | -               | -               | -               | -        | -        | 13            | 0             |
| セグンダ通算 | セグンダ通算   | セグンダ通算  | セグンダ通算 | 38     | 1      | -      | -      | -       | -       | -               | -               | -               | -               | -        | -        | 38            | 1             |